# (5042) Colpa
(5042) Colpa (1974 ME) – planetoida z grupy pasa głównego asteroid okrążająca Słońce w ciągu 5,22 lat w średniej odległości 3,01 j.a. Odkryta 20 czerwca 1974 roku.